# Supralegalizare
Supralegalizarea este procedura efectuată de autoritățile competente din România , prin care se atestă, pentru statele care nu au calitatea de parte a Convenției de la Haga sau cu care România nu are tratate bilaterale pentru recunoașterea reciprocă a actelor, faptul că actul notarial supus acestei proceduri este un act oficial, veracitatea semnăturii, calitatea în care a acționat semnatarul actului și identitatea sigiliului sau a ștampilei de pe acest act.
În Romania, Supralegalizarea este o procedură diferită față de Apostilare conform Convenției de la Haga. Convenția a avut ca scop suprimarea cerinței supralegalizării actelor oficiale străine, încheiată la 5 octombrie 1961. Statele semnatare ale prezentei convenții, dorind să suprime cerința supralegalizării diplomatice sau consulare a actelor oficiale străine, au decis să încheie o convenție în acest sens.
Actele și documentele care pot fi supralegalizate sunt acte originale, copii legalizate și traduceri legalizate ale acestora. Unele documente necesită a fi vizate de autoritatea competentă, înainte de a fi supralegalizate.

## Acte și documente care nu pot fi supralegalizate
1. Acte care urmează a fi folosite în state care sunt parte a Convenției de la Haga (Convenția Apostilă). Aceste documente trebuie apostilate, și nu supralegalizate. A se vedea lista Țărilor/Statelor pentru care este necesară apostila[3] .
2. Acte eliberate de misiunile diplomatice ori de oficiile consulare ale României în străinătate.
3. Nu se pot supralegaliza documentele și actele emise de alte state. Acestea se vor supralegaliza doar în statele emitente. În România se pot supralegaliza doar actele emise de România.
4. Nu pot fi supralegalizate actele și documentele care necesită, înainte de a fi supralegalizate, vizare de către autoritățile competente.
5. Nu pot fi supralegalizate actele originale sau traduse de Starea Civilă (certificat de naștere, certificat de căsătorie, certificat de deces) în format vechi (emise înainte de 1998). Acestea necesită a fi preschimbate de către autoritățile competente.

## Acte și documente care sunt scutite de supralegalizare
1. Certificatele de stare civilă, precum și oricare alte documente întocmite de către agenții diplomatici ai României (întrucât, prin Legea 114/2011, România a ratificat Convenția europeană privind suprimarea cerinței legalizării pentru documentele întocmite de agenții diplomatici și funcționarii consulari, adoptată la Londra, la 7 iunie 1968, care, la art.3 stabilește că “părțile contractante exceptează de la cerința legalizării documentele care fac obiectul prezentei convenții”[4].)
2. Actele și documentele care vor fi folosite în țările/ statele cu care România a încheiat tratate sau convenții bilaterale de asistență juridică în materie civilă care prevăd scutirea de supralegalizare sau apostilă. Cu toate acestea, dacă una dintre țări o solicită, trebuie aplicată apostila sau supralegalizarea. A se vedea lista Țărilor/Statelor pentru care nu este necesară apostila sau supralegalizarea.